# Ophelia's Shadow
Ophelia's Shadow è il quarto album in studio da solista della cantante britannica Toyah Willcox, pubblicato nel 1991.

## Tracce
1. Ophelia's Shadow
2. The Shaman Says
3. Brilliant Day
4. Prospect
5. Turning Tide
6. Take What You Will
7. Ghost Light
8. The Woman Who Had an Affair with Herself
9. Homeward
10. Lords of the Never Known